# Symphyodontaceae
Symphyodontaceae, porodica pravih mahovina iz reda Hypnales. Na popisu je 7 rodova; tipičan je  Symphyodon

## Rodovi
1. Chaetomitriopsis M. Fleisch.
2. Chaetomitrium Dozy & Molk.
3. Dimorphocladon Dixon
4. Rheoshevockia Ignatov, W.Z. Ma & D.G. Long
5. Symphyodon Mont.
6. Trachythecium M. Fleisch.
7. Unclejackia Ignatov, T. Kop. & D. Norris